# Rainer Höft
Rainer Höft (Berlim, 3 de abril de 1956) é um ex-handebolista alemão oriental, foi campeão olímpico.
Rainer Höft fez parte do elenco campeão olímpico de 1980, ele jogou cinco partidas e anotou quatro gols.

## Títulos
- Jogos Olímpicos:
  - Ouro: 1980